# Asperge blanche de Belgique

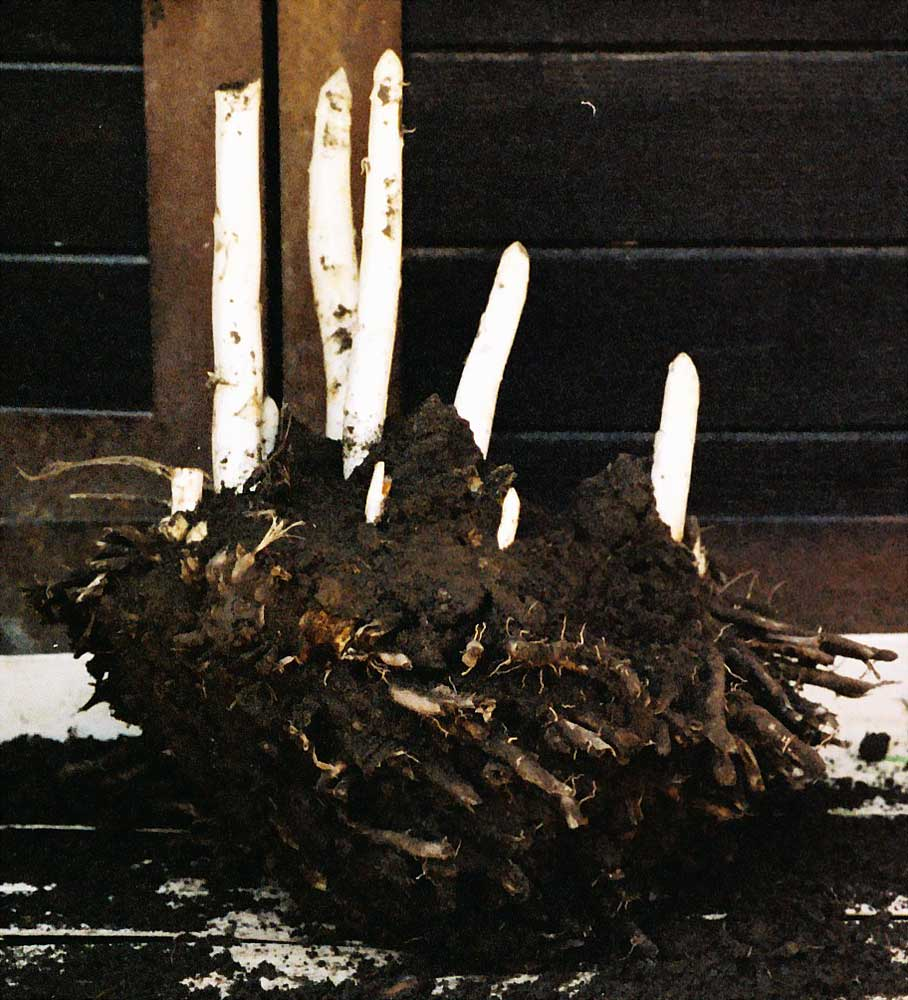
Asperges blanches.

Pour les articles homonymes, voir Asperge (homonymie).
 (décembre 2014).
- Si vous ne connaissez pas le sujet, laissez ce bandeau (vous pouvez alors contacter les auteurs).
- Si vous supprimez le contenu mis en cause (vous pouvez préalablement contacter les auteurs),

argumentez précisément cette suppression dans la page de discussion
(un manque de référence n'est pas un argument ; une recherche réelle de référence doit avoir été effectuée, être formellement documentée).
L'asperge blanche de Belgique est un cultivar d'asperge originaire de Belgique. Ce cultivar belge est très réputé pour sa finesse. Il est exporté comme produit alimentaire de luxe dans de nombreux pays.[réf. nécessaire] Ce sont les plus grandes asperges du commerce.[réf. nécessaire]